# Ганібал Луцич
- У Вікіджерелах є Hanibal Lucić

Ганібал Луцич (хорв. Hanibal Lucić; або Анібале Лучіо італ. Annibale Lucio; близько 1485, Хвар, Венеціанська республіка, тепер Хорватія — 14 грудня 1553, Венеція, Італія) — хорватський поет і драматург доби Ренесансу.

## З життя і творчості
Народився в хорватській дворянській сім'ї Антуна і Гої Луцичів на Хварі, де провів більшу частину свого життя. Замолоду був суддею, а потім став адвокатом Хварського муніципалітету. Як свідок Хварського повстання в 1510 році, Луцич був змушений втекти до Трогіра та Спліта у зв'язку із розпачем, який відчував перед повсталим селянством. Він називав повсталих «натовпом, який немає думки».
Ранній літературний доробок Луцича асоціюється з перекладами творів Овідія хорватською («iz latinske odiće svukavši u našu harvacku priobukal»). Його власні твори написані здебільшого південним чакавським діалектом хорватської мови. Він писав, зокрема, драми (його твір Robinja став першою п'єсою на світську тематику в історії хорватської літератури) і любовну поезію, під сильним впливом Петрарки, але також із використанням хорватських фольклорних мотивів. Захоплення поета жіночою фігурою відіграє важливу роль, будучи наскрізним елементом, у більшості віршів Луцича.
Луцич був схильний до самокритики, тому більшу частину своїх творів спалив; ті, що були врятовані пізніше опублікував його син Антоній (Antonij).